# Joost Steenkamer
Joost Steenkamer (Amstelveen, 1 januari 1965) is een voormalig Nederlands golfprofessional.

## Professional
Toen Steenkamer in 1989 professional golfspeler werd, ging hij op de Asian Tour en op de Challenge Tour spelen.
In 1997 kwalificeerde Steenkamer zich voor het Britse Open in Troon, Schotland.
Hij boekte 22 professionele zeges. Twee keer ging hij rond in 63 slagen (-9).

### Gewonnen
Onder meer:

#### Nationaal
- 1990: Nationaal Open Matchplay Kampioenschap op Geijsteren
- 1994: PGA Trophy op de Wouwse Plantage, Muermans Vastgoed Cup
- 2002:  Stern Nationaal Open, Essent Twente Cup (-5), Order of Merit van de PGA Holland Tour
- 2003: Muermans Vastgoed Cup
- 2008: FortaRock Golftoernooi op GC BurgGolf Wijchen.
- 2013: Monday Tour Ternesse (-1)

#### Internationaal
- 1995: Audi Quattro Trophy (-20) op G.C. Eschenried in Duitsland;
- 2002: Kempen Capital Management Tournament, Spanish Series;
- 2003: Jacobsberg Classic (EPD).

### Bondscoach
Steenkamer was bondscoach bij de Nederlandse Golf Federatie tot en met 2014.

### Autobiografie
Na tien jaar leven op de Tour en tien jaar coach zijn schreef Steenkamer een biografie "Bedankt voor het spelen". Hij beschrijft niet alleen zijn eigen leven, waarin hij o.a. door Tai Chi en Kungfu naar perfectie zocht, maar ook over ervaringen van collegae.